# Tanaecia nirodha
Tanaecia nirodha är en fjärilsart som beskrevs av Hans Fruhstorfer 1913. Tanaecia nirodha ingår i släktet Tanaecia och familjen praktfjärilar. Inga underarter finns listade i Catalogue of Life.